# Muzeum Fotografii w Bydgoszczy

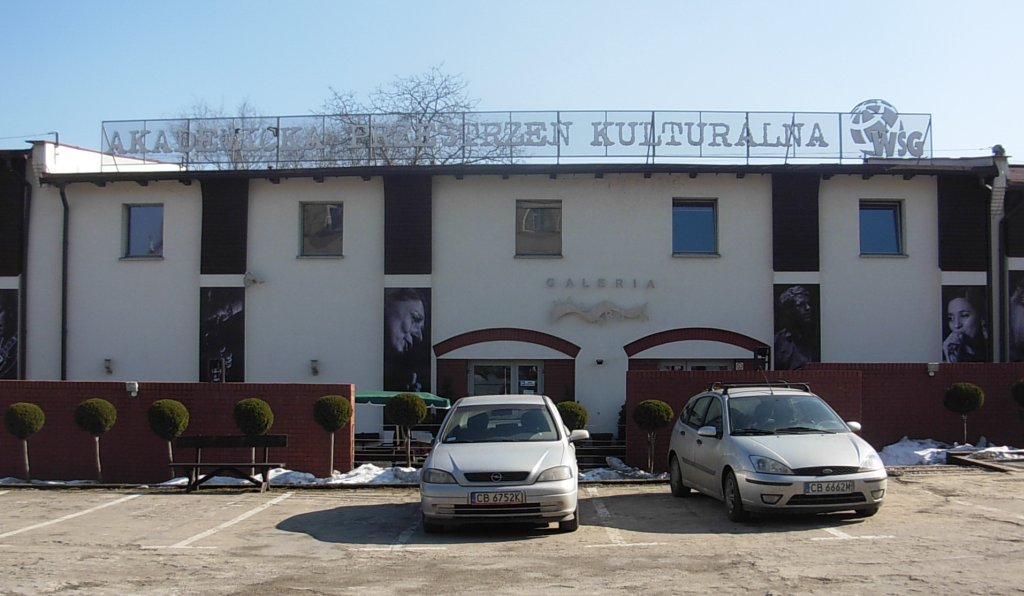
W tym samym budynku mieściła się Akademicka Przestrzeń Kulturalna Wyższej Szkoły Gospodarki w Bydgoszczy

Muzeum Fotografii w Bydgoszczy – placówka muzealna w Bydgoszczy, prezentująca historię fotografii i zabytkowy sprzęt fotograficzny. Jest jednym z obiektów leżących na Szlaku Wody Przemysłu i Rzemiosła TeH2O. Od listopada 2004 roku działa przy Wyższej Szkole Gospodarki jako część Akademickiej Przestrzeni Kulturalnej, w której znajdują się także: Galeria nad Brdą, Galeria Debiut, sala widowiskowa oraz studio nagrań.

## Historia
Muzeum powstało w listopadzie 2004 roku z inicjatywy inż. Ryszarda Chodyny, dyrekcji Bydgoskich Zakładów Fotochemicznych FOTON oraz władz Wyższej Szkoły Gospodarki. Pierwszą siedzibą muzeum był budynek dawnej Bydgoskiej Fabryki Płyt Fotograficznych „Alfa” (protoplasty FOTONU) przy ul. Garbary 3 – będący wówczas siedzibą zamkniętego oddziału FUJIFILM Polska Distribution S.A. W 2006 roku zdecydowano o przeniesieniu eksponatów do wyremontowanego budynku XIX-wiecznej wozowni przy ul. Królowej Jadwigi 14, położonego na nabrzeżu Brdy. Przy współudziale architektów i plastyków, stworzono interaktywną przestrzeń łączącą ekspozycję z aktywnym poznawaniem fotografii (ciemnia fotograficzna, atelier, czytelnia specjalistyczna).
W 2020 APK z Muzeum Fotografii została przeniesiona na ul. Karpacką, a jej siedzibę w początku 2021 wyburzono pod budowę dwóch budynków mieszkaniowych.

## Historia fotografii w Bydgoszczy
Pierwsze ujęcia fotograficzne Bydgoszczy pochodzą z lat 40. XIX wieku. Do wyróżniających się zakładów fotograficznych w mieście przełomu XIX i XX w. należały: Zakład Teodora Joppa, Basiliusa Lorenza, Paula Nawtotzkiego i Emila Wilhrama. Spośród znanych fotografików działali w Bydgoszczy: Jan Bułhak i Piotr Wiszniewski.
W 1925 roku Marian Dziatkiewicz założył przy ul. Garbary 3 Fabrykę Płyt Fotograficznych, która przez lata rozwijała się i zmieniała nazwę: „Alfa”, „Opta”, aż po Bydgoskie Zakłady Fotochemiczne FOTON. Po roku 1945 był to jeden z większych zakładów w Bydgoszczy, zatrudniającym w latach świetności 1500 osób. Zakład znany był z produkcji papieru fotograficznego, chemikaliów do obróbki zdjęć oraz materiałów na potrzeby radiologii. W latach 60. i 70. XX wieku na kulturalnej mapie miasta dużą rolę odgrywało Bydgoskie Towarzystwo Fotograficzne, będące organizatorem licznych wystaw, plenerów, warsztatów i spotkań z artystami fotografii.

## Ekspozycja
W zbiorach muzeum znajdują się m.in.: aparaty fotograficzne (drewniany aparat studyjny z końca XIX wieku z obiektywem firmy Rodenstock, aparat Leica z 1933 roku), powiększalniki, kamery filmowe, projektory, fotografie, książki i czasopisma ("Almanach Fotografii Wileńskiej" z 1931 roku). Większość eksponatów to dary od firm, instytucji i osób prywatnych.

## Działalność
Poza gromadzeniem i opieką nad obiektami posiadającymi wartość historyczną, muzeum prowadzi działalność wydawniczą oraz wystawienniczą. W ramach wystaw czasowych prezentowano prace m.in.: Tomasza Gudzowatego, Leszka J. Pękalskiego, Macieja Pisuka, Jerzego Riegla, Zofii Rydet, Zbigniewa Tomaszczuka, Wacława Wantucha. Zajmuje się także edukacją oraz animacją amatorskiego ruchu fotograficznego. Dysponując ciemnią analogową oraz profesjonalnym atelier, prowadzi lekcje muzealne dla dzieci i młodzieży, warsztaty specjalistyczne – od camera obscura przez XIX-wieczne techniki szlachetne do fotografii cyfrowej, a także Bydgoską Akademię Fotografii. Organizowane tu wydarzenia, takie jak: spotkania autorskie, otwarte przeglądy portfolio, plenery czy konkursy, w tym Przegląd Fotografii Reportażowej Regionu Kujawsko-Pomorskiego Regional Press Photo, wzbogacają ofertę kulturalną miasta i regionu.

## Zwiedzanie
Muzeum jest czynne od wtorku do piątku w godz. 11.00-17.00 oraz w sobotę w godz. 10.00-14.00.